# Сакхипур (подокруг)
Сакхипур (бенг. সখিপুর, англ. Sakhipur) — подокруг в центральной части Бангладеш. Входит в состав округа Тангайл. Образован в 1976 году. Административный центр — город Сакхипур. Площадь подокруга — 429,63 км². По данным переписи 1991 года численность населения подокруга составляла 220 281 человек. Плотность населения равнялась 513 чел. на 1 км². Уровень грамотности населения составлял 21,7 %. Религиозный состав: мусульмане — 93,5 %, индуисты — 6,5 %.